# Decodina
Decodina là một chi bướm đêm thuộc phân họ Tortricinae của họ Tortricidae.

## Các loài
- Decodina mazatlana Powell, 1980